# آر. إي. بيرت
آر. إي. بيرت (بالإنجليزية: R. E. Burt)‏ هو سياسي أمريكي، ولد في 1 أكتوبر 1862 في مقاطعة درو في الولايات المتحدة، وتوفي في 9 أغسطس 1943 في هيوستن في الولايات المتحدة.